# مدرسة علمية آية الله حق شناس
مدرسة علمية آية الله حق شناس هي مدرسة الإسلامية تاريخية تعود إلى القاجاريون، وتقع في طهران.